# Доменьйо
Доменьйо (ісп. Domeño (офіційна назва), валенс. Domenyo) — муніципалітет в Іспанії, у складі автономної спільноти Валенсія, у провінції Валенсія. Населення — 731 особа (2010).

## Географія
Муніципалітет розташований на відстані близько 270 км на схід від Мадрида, 33 км на північний захід від Валенсії.
На території муніципалітету розташовані такі населені пункти: (дані про населення за 2010 рік)
- Доменьйо-Антигуо: 17 осіб
- Доменьйо: 714 осіб

## Демографія
Динаміка населення (INE ):

## Галерея зображень

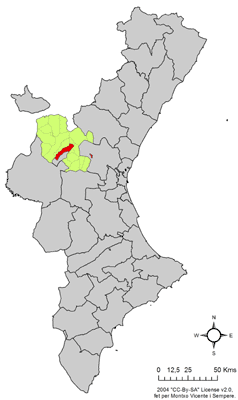
Розташування муніципалітету Доменьйо у автономній спільноті Валенсія
Розташування муніципалітету Доменьйо у комарці Лос-Серранос